# Filicium
Genre
Classification APG III (2009)
Filicium est un genre de plantes de la famille des Sapindacées. 

## Liste des espèces
Selon Catalogue of Life (18 novembre 2016) :
- Filicium decipiens Thwaites, 1760
- Filicium longifolium (H.Perrier) Capuron 1969
- Filicium thouarsianum (DC.) Capuron 1969

## Référence
- (en) Madagascar Catalogue :  Filicium
- (en) Catalogue of Life : Filicium Thwaites (consulté le 11 décembre 2020)
- (fr + en) ITIS : Filicium  Thwaites ex Benth. & Hook. f.
- (en) NCBI : Filicium (taxons inclus)
- (en) International Plant Names Index

1. ↑  Catalogue of Life Checklist, consulté le 18 novembre 2016.